# Serious Sam 2
A Serious Sam 2 egy Sci-fi témájú, sok humorral, és filmek, más játékok paródiáival kevert FPS, amit a horvát Croteam készített el 2005-re.

## A történet a játék szerint
|  | Alább a cselekmény részletei következnek! |

Serious Sam ismét Sirius felé tartott egy rakétával. Eközben a Siriusi Nagy Tanács tagjai (Rolanda, Jebediah és Rajiv) rájönnek, hogy Sam a kiválasztott. A kiválasztott, aki megmentheti az univerzumot Mentaltól. Kiteleportálták Samet a rakétából. Elmagyarázták neki, hogy van egy medál, amit öt darabra törtek. A darabokat öt különböző bolygón őrzik. A medál azért fontos, mert sebezhetővé teheti Mentalt.
Sam leteleportálódott az M'digbo nevű bolygóra, ahol a békés Simba faj lakik. A simbák törzsfőnöke elmondta Samnek, hogy a medál darab nincs nála, mert Kwongo ellopta és a simba sámán emiatt elvarázsolta Kwongót. A Sámán most be van börtönözve egy bizonyos Ursul nevű városban. Sam elment oda és kiszabadította a Sámánt, aki elvezette Samet a szertartás arénába. A Sámán megidézte Kwongót, aki egy hatalmas majom volt. Sam és a simbák együttes erővel legyőzték Kwongót. Megvolt az első darab. A tanács tovább teleportálta Samet a következő bolygóra.
A következő bolygó neve: Magnor, egy mocsaras bolygó. A Zixie nevű faj a fák tetején él. A medál darab az egyik fatelepen volt, de ZumZum, egy óriás-méh ellopta. Sam követte őt az óriások földjére, ahol megküzdött vele és megszerezte a darabot.
A harmadik bolygó Chi-Fang, ahol kínaiszerű lények, a chiChek élnek. Chan hercegnek éppen születésnapja volt. Annyira szeretett enni, hogy még a medál darabot is megette. Chan herceg olyan kövér volt, hogy a töltények eltűntek a hájas testében. De a füle nagyon érzékeny volt. Sam megkongatott egy gongot és erre Chan szétrobbant. A helyén pedig ott volt a medál darab. Sam visszakerült a tanácshoz, akik tovább küldték őt.
A negyedik bolygón élnek Sam jól ismert ellenségei, a kleerek. A kleerek régen boldogan éltek a bolygón, míg Mental rá nem dobott egy jókora napalm-bombát. Később egy varázslattal újraélesztette a kleereket. A kleerek most Mentalt szolgálják. A medál darab Kleerofski varázslónál volt. Sam átvergődött a kleereken, megtalálta Kleerofskit és megölte őt. A tanács leteleportálta Samet a következő helyszínre.
Az ötödik Ellenier bolygó volt, a mesebolygó. Az elvianok sikeresen őrizték a medált, amíg Cecil a sárkány meg nem szerezte. Sam megkereste a királyi palotát, éppen akkor rabolta el Cecil a hercegnőt. A király megbízta Samet, hogy hozza vissza a hercegnőt. Sam egy légdeszka segítségével követte Cecil-t és eljutott a lebegő szigetekre. Ott tovább követte Cecil-t. Amikor utolérte furcsa dolog történt. Cecil észre vette, hogy a hercegnő nagyon csúnya. Oda akarta adni Samnek. Samnek se kellett a csúnyaság. A sárkány kitalálta, hogy küzdjenek meg és a vesztesnek kell elvinnie a hercegnőt. Sam győzött, aztán felajánlott a sárkánynak egy alkut. Cecil elfogadta az alkut és átadta a medál darabot Samnek, Sam pedig elvitte a hercegnőt a királyhoz. Megvolt mind az öt darab.
Már csak el kellett jutni Siriusra. Sajnos Siriust egy erős pajzs védte, amit csak a Sirius holdján, a Kronoron lévő ágyúval lehet megszüntetni. Samnek meg kellett küzdenie Hugoval, Mental legerősebb robotjával, hogy beindíthassa az ágyút. Ezután könnyedén átrepült a nyitott pajzson, de a szövetséges erők (ezalatt simbákat, zixieket, elvianokat és chiCheket kell érteni) már nem jutottak át a pajzson. Ahhoz, hogy átjussanak, vagy újra kéne tölteni az ágyút, vagy Samnek kéne felrobbantania belülről a pajzsgenerátort. Sam már majdnem bejutott a pajzs generátorhoz, amikor elkapták és berakták egy "Fuss az életedért" című TV-vetélkedőbe. Az ágyú újratöltött és a szövetséges erőknek hála Sam eljutott Mental Főhadiszállásához, ami egy hatalmas háromszögű épület volt. Legyőzte a hatalmas védelmét és bejutott. Bent úgy tűnt, hogy Mentalnak annyi, de ekkor kiderült, hogy elmenekült.
|  | Itt a vége a cselekmény részletezésének! |

## Helyszínek
A játék hat bolygón és egy holdon játszódik:
M'digbo:
1. Dzsungel
2. Folyótánc
3. M'keke falu
4. Út Ursulba
5. Ursul külvárosa
6. Kukulele börtön
7. Ursul kertjei
8. Kwongo

Magnor:
1. Halálerdő
2. Elhagyatott terület
3. Branchester
4. Fatelep
5. Óriás szeméttelep
6. ZumZum

Chi-Fang:
1. Hong-Pong
2. A szerencse kerekei
3. Chanolin termei
4. Chanolin temploma
5. Chan herceg

Kleer:
1. Kipusztult vidék
2. Halálos kanyon
3. Csontudvar
4. Kleerofski gróf

Ellenier:
1. Greendale
2. Kikötés
3. Kingsburg
4. Királyi csatorna
5. Sziklakastély
6. Lebegő szigetek
7. Cecil

Kronor:
1. 5100-as körzet
2. Parancsnoki központ
3. Fagy
4. Fagy bázis
5. Hugo

Sirius:
1. Siriusopolis külvárosa
2. Pajzsgenerátor
3. Légy gyors, vagy meghalsz!
4. Isten hozott a dzsungelben!
5. Ugorj a tűzbe!
6. Siriusopolisi belváros
7. Mental intézete

## Fegyverek
- "Csontmetsző" P-Lah Láncfűrész Mk. 2
- "Az Áthatoló" Magnum Cobra replica, 0.44
- "ZapGun" Hidroplazmatikus Kézifegyver
- Autó-újratöltő vadászpuska
- Lefűrészelt dupla csövű 12-es kaliberű vadászpuska
- Komoly (Serious) UZI – Suzzi
- XM214-A minigun
- XPML30-as rakétavető
- MK4-es gránátvető
- XL 808-as hidroplazmatikus puska
- RAPTOR 2-es mesterlövészpuska
- Clawdavic Cacadoos Vulgaris
- Komoly bomba
- SBC ágyú v2.0
- RB-45 "A ROMBO" kézigránátok

## Ellenfelek
- Lefejezett Kamikaze
- Rhino cyberjáték
- Zombi tőzsdeügynök
  - Zombi katona
- Kentaur
- Kleer csontváz
  - Repülő kleer
  - Vegyes kleer
- Hárpia
- Harcművész zombi
- A primitív
- Tank biomechanoid
  - Bika katona
  - A tábornok
- Futballjátékos
- Yagoda, a boszorkány
  - Boszorkány üsttel
- Harcművész mester
- Iszap-csiga a Rigil Kentaurusról
- T-mech, az ideges csirke
- Albínó küklopsz
- SF röfögő ork
  - Sárga
  - Piros
  - Kék
- Pokoli csaj
- Cerberus
  - Tüskés buldog
- Marcel, a bohóc
- Onan, a könyvtáros
- Pók mechanoid
- Lebegő
- Skorpió katona
- Levitaló
- Megidéző
- Kaktusz
- Görgolyó
- Automata plazmatorony
- Automata rakétatorony

Főellenfelek:
- Kwongo
- ZumZum
- Chan herceg
- Kleerofski
- Cecil
- Hugo
- Mental főhadiszállása

## Járművek
(Megjegyzés: a járművek közül a legtöbb ellenségként is feltűnik)
- Velociraptor Vulgaris
- HAM-Z-rr314-es görgolyó
- XZ – 808-as "hasító csészealj"
- CR – 181-es "Barracuda"
- Kísérleti "Sirály AF-29" vadászgép
- Gyalogsági "Kozak aHa-C64" harci helikopter
- Haditengerészeti mindenre jó "Fatso XP-1" vadászgép
- APC 404 "A cápa" szállítóhajó
- Simba bombázó

## Lövegtornyok
- Gépfegyvertorony
- Plazmaágyútorony
- Kalózágyútorony
- Íjtorony

## Külső hivatkozások
- www.croteam.com
- www.serioussam.com
- www.serioussam2.com
- www.serioussamforever.com
- www.seriouszone.com Archiválva 2012. április 3-i dátummal a Wayback Machine-ben Fórumok, Letöltések, Hírek, Interjúk, stb.